# Fu Manchu/Fatso Jetson Split
Fu Manchu/Fatso Jetson Split is de eerste ep van de band Fatso Jetson samen met de band Fu Manchu.

## Tracklist
Tracklist
Fu Manchu
| nr. | titel     | duur |
| --- | --------- | ---- |
| A   | Jailbreak | 4:32 |

Tracklist
Fatso Jetson
| nr. | titel                | duur |
| --- | -------------------- | ---- |
| B   | Blueberries & Chrome | 4:35 |

## Uitvoerende musici
Fu Manchu
- Scott Hill - Zang en slaggitaar
- Brad Davis - Basgitaar
- Brant Bjork - Drums
- Bob Balch - Gitaar
- Producer – Jay Yuenger

Fatso Jetson
- Mario Lalli - Zang en gitaar
- Brant Bjork - Gitaar
- Larry Lalli - Basgitaar
- Tony Tornay - Drums